# Wolfgang Hipsius
Wolfgang Hipsius, latinisiert Ipseus, auch Hipseus, geboren als Eigener, Ogener oder Aigner (* Ybbs an der Donau; † 1539) war ein deutscher Humanist, Hochschullehrer und Freund Martin Luthers und Philipp Melanchthons.

## Leben
Hipsius stammte aus dem heutigen Niederösterreich. Im Sommersemester 1505 schrieb er sich als Theologiestudent an der Universität Leipzig ein. Dort lernte er ein halbes Semester später vermutlich auch Thomas Müntzer kennen. Während des Studiums benannte er sich nach seiner Geburtsstadt Ipseus, später Hipsius bzw. Hipseus.
Nach dem Magisterabschluss war Hipsius in Halle und in Stolberg als Schulmeister bzw. Privatlehrer der Söhne des Grafen Botho zu Stolberg tätig. Im Sommersemester 1523 finden wir Hipsius als Professor an der Universität. Als solcher war er dort bis zum Ende des Wintersemesters 1525/26 nachweisbar. Danach ging er als Lehrer an eine Jungenschule nach Halle/Saale. Auf Vermittlung von Wilhelm Reiffenstein und Philipp Melanchthon ging Hipsius im Jahre 1529 wieder nach Stolberg (Harz) zurück, um nach dem Ausscheiden des dortigen Lehrers der gräflichen Kinder, Johannes Caesarius, dessen Stelle zu übernehmen. Er unterrichtete zunächst die Grafen Philipp, Albrecht Georg und Heinrich zu Stolberg, danach übernahm er 1533 zusätzlich auch die Stelle eines Schulmeisters für die Bürgersöhne der Stadt Stolberg im Geiste Luthers, obwohl offiziell in der Grafschaft Stolberg in Rücksicht auf den Oberlehnsherr Herzog Georg von Sachsen noch nicht die Reformation eingeführt wurde.
Spätestens 1535 verließ Hipsius die Stadt Stolberg und zog nach Quedlinburg, wo er Rektor der dortigen Neustädter Schule wurde, wozu er durch die Äbtissin Anna berufen wurde.